# Federico González
Federico González Frías (Buenos Aires, 11 de noviembre de 1933-Barcelona, 9 de noviembre de 2014) fue un escritor argentino polifacético: ensayista, filósofo, poeta y autor de obras de teatro. Su obra versa fundamentalmente sobre el símbolo como arte y ciencia.

### Teatro

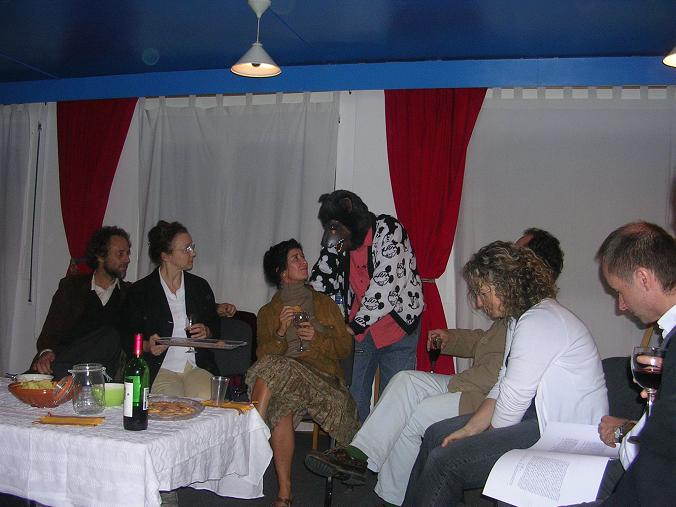
Ensayo de la Colegiata Marsilio Ficino en la obra de teatro En el Útero del Cosmos